# Tired of Waiting for You
«Tired of Waiting for You» es una canción del grupo de rock inglés The Kinks. Fue escrita por su líder, Ray Davies, y se publicó durante el invierno del año 1965.
La canción es un poco más lenta en comparación con los primeros sencillos de la banda, aunque no pierde el sonido crudo que por entonces cultivaban. Se grabó en agosto de 1964 y se completó en diciembre de ese mismo año en los IBC Studios. Come On Now, su lado B, se produjo entre el 22 y 23 de diciembre.
El sencillo resultó ser un gran éxito, pues llegó a ser número uno en el Reino Unido y llegó al puesto seis en Estados Unidos (lugar que la banda nunca más pudo sobrepasar posteriormente).

## Posición en listas
| Año  | País           | Lista                | Posición |
| ---- | -------------- | -------------------- | -------- |
| 1965 | Alemania       | Media Control Charts | 13       |
| 1965 | Australia      | ARIA                 | 24       |
| 1965 | Canadá         | R.P.M. Play Sheet    | 3        |
| 1965 | Estados Unidos | Billboard Hot 100    | 6        |
| 1965 | Irlanda        | Irish Singles Chart  | 3        |
| 1965 | Países Bajos   | Dutch Top 40         | 18       |
| 1965 | Reino Unido    | UK Singles Chart     | 1        |
| 1965 | Suecia         | Sverigetopplistan    | 24       |

## Versiones
La banda de jazz-rock de Chicago, The Folck, versionó esta canción con el nombre de «Tired of Waiting» en su disco homónimo de 1969. Suzi Quatro la interpretó en su álbum If You Knew Suzi de 1978. En 1997, el grupo de punk rock Green Day y con el músico de country Dwight Yoakam hicieron sus propias versiones; la que hizo Green Day aparece como lado B del sencillo «Basket Case» y también es parte del disco compilatorio Shenanigans.